# مانويل إسبارسا
مانويل إسبارسا (بالإسبانية: Manuel Esparza)‏ ولد بتاريخ 3 ديسمبر 1951 في ساباديل، إسبانيا، هو دراج إسباني سابق.

## روابط خارجية
- مانويل إسبارسا على موقع أرشيف الدراجات (الإنجليزية)
- مانويل إسبارسا على موقع إحصائيات الدراجات الإحترافية (الإنجليزية)